# Vitali Chlykov
Vitali Chlykov (russe : Виталий Васильевич Шлыков), né le 4 février 1934 dans le raïon de Sovietski et mort en 2011 à Moscou, est un espion russe travaillant pour le service du renseignement militaire de la Russie (GRU), devenu vice-ministre russe de la Défense et fondateur de l'influent Conseil de politique extérieure et de défense (SVOP).

## Espion pour L'URSS
Chlykov est arrêté en Suisse en janvier 1983 à la suite de la trahison de Dieter Gerhardt lors d'un interrogatoire par la Central Intelligence Agency américaine. Gerhardt est un ressortissant sud-africain qui a espionné pour l'Union soviétique pendant 20 ans avant que sa position ne soit compromise dans l'affaire Farewell.
Chlykov est arrêté alors qu'il se rend à Zurich sous le faux nom de Mikhaïl Vassilievitch Nikolaïev pour rencontrer la femme de Gerhardt, Ruth, qui fait office d'intermédiaire. Bien qu'il se refuse à divulguer toute information, y compris son vrai nom, aux autorités suisses, il est emprisonné pendant trois ans pour espionnage au profit de l'Union soviétique.
À sa sortie de prison, en 1986, il crée le Conseil de politique extérieure et de défense (SVOP), un groupe de réflexion (think tank) influent qui conseille le Kremlin sur les questions de sécurité. 
Il accède ensuite au poste de vice-ministre de la Défense de la fédération de Russie sous Boris Eltsine.

## Analyse de la disparition de l'Union soviétique
Chlykov soutient que l'Union soviétique fonde ses politiques militaires et économiques sur des hypothèses erronées, héritées de l'ère de Joseph Staline. Dans cette hypothèse, les plans de guerre soviétiques sont basés sur la théorie que le conflit militaire à venir entre l'URSS et l'OTAN ressemblera stratégiquement et technologiquement à la Seconde Guerre mondiale. Pour se préparer à cette éventualité, il est prévu de mobiliser entre 4 et 8 millions de soldats et de leur fournir en permanence d'énormes quantités de matériel : chars, canons, avions, etc., en raison de l'importante attrition du matériel et des troupes. Ainsi, la plupart des sites industriels de l'URSS se dotent d'importantes capacités de production en temps de paix, afin de les "mobiliser" lors du déclenchement de la guerre pour produire les énormes quantités de matériel de guerre nécessaires, ce qui a  pour effet de saper gravement l'économie soviétique.
Chlykov fait valoir que l'hypothèse selon laquelle la Troisième Guerre mondiale ressemblerait à la Seconde Guerre mondiale est fausse et que l'approche décrite ci-dessus ruine l'économie soviétique sans la préparer réellement à d'éventuels conflits futurs. Il souligne que les puissances occidentales ont choisi de ne pas adopter l'approche de la Seconde Guerre mondiale et développent activement des armes «intelligentes» afin de contrer la prépondérance soviétique en matière de main-d'œuvre et de matériel classique.
À cause de ses théories, il est renvoyé de l'armée soviétique. C'est après la chute de l'Union soviétique qu'il peut publier ses thèses dans la presse.